# Microcosmus arenaceus
Microcosmus arenaceus är en sjöpungsart som beskrevs av Sluiter 1900. Microcosmus arenaceus ingår i släktet Microcosmus och familjen lädermantlade sjöpungar. Inga underarter finns listade i Catalogue of Life.